# Assemblée législative du kraï du Kamtchatka
IVe législature
no 1, rue Lénine, Petropavlovsk-Kamtchatski
L'assemblée législative du kraï du Kamtchatka (en russe : Законодательное собрание Камчатского Края) est l'organe législatif régional du kraï du Kamtchatka en Russie. Le parlement est composé de  28 députés élus pour 5 ans au suffrage universel direct. À la suite des dernières élections en 2021, l'assemblée est dominée par Russie unie.

## Élections

### 2021
| Parti         | Parti               | %     |
| ------------- | ------------------- | ----- |
|               | Russie unie         | 34,75 |
|               | KPRF                | 23,87 |
|               | LDPR                | 11,66 |
|               | Nouvelles personnes | 8,75  |
|               |                     |       |
| Participation |                     |       |